# Felix von Barth
Felix von Barth (ur. 21 października 1851 w Niederwiesa, zm. 22 września 1931 w Dreźnie) – generał piechoty Armii Cesarstwa Niemieckiego.

## Życiorys
Felix von Barth urodził się 21 października 1851 w Niederwiesa, w Saksonii.
Służbę wojskową rozpoczął w armii saskiej. Walczył w wojnie niemiecko-francuskiej w latach 1870-1871. Przeszedł wszystkie szczeble kariery wojskowej i w 1902 został szefem Sztabu Generalnego armii saksońskiej. W 1903 awansował na generała majora, a cztery lata później na generała porucznika. W latach 1907–1908 był dowódcą 40 Dywizji. Później został przeniesiony w stan spoczynku. 
Po wybuchu I wojny światowej został przywrócony do służby. W 1915 po zajęciu Warszawy przez wojska niemieckie, został gubernatorem wojskowym stolicy. Po utworzeniu Polskiej Siły Zbrojnej (niem. Polnische Wehrmacht). 23 kwietnia 1917 objął dowództwo Inspektoratu Wyszkolenia przy Wodzu Naczelnym Wojsk Polskich, gen. Hansie Beselerze. Funkcję tę pełnił do 19 października 1918, kiedy został zastąpiony przez płk. Henryka Minkiewicza. Wedle opinii historyków gen. Barth dodatnio wpłynął na wyszkolenie i wyposażenie Polskiej Siły Zbrojnej. Na stosunek saskiego generała do polskich żołnierzy być może miało wpływ jego pochodzenie – Barth był Łużyczaninem z Górnych Łużyc.
Po uzyskaniu przez Polskę niepodległości 11 listopada 1918, Barth powrócił do Niemiec gdzie objął dowództwo nad dywizją „Barth” strzegącą granic Saksonii.